# 佐藤文生
佐藤 文生（さとう ぶんせい、1919年7月21日 - 2000年4月25日）は、日本の政治家。明治大学専門部卒業。別府市名誉市民。ジェラルド・カーティスの著書『代議士の誕生』のモデルとして知られた。

## 生涯
大分県別府市西部の温泉旅館主佐藤倉八の長男として出生。
地元の初等・旧制中学校を経て、明治大学専門部政治経済科に入学。1939年の卒業後、まもなく第二次世界大戦が勃発。陸軍大尉として従軍する。終戦後別府に戻り自動車セールスマンとして働きながら、「日本の伝統の良さを守りたい」という思いから政治に関心を持ち始めた。
佐藤家には政治家と直接のコネはなく、政界進出には大きな壁があった。そこで佐藤は実の妹を大分県議会議長の荒金啓治の子息に嫁がせた。そのコネを活かし、1951年、荒金の地盤を引き継ぎ、県議会議員に初当選した。以後3期12年務めた後、国政進出を決意する。
大物議員に人脈のある岩崎貢の片腕となり、1963年の総選挙で、旧大分2区より自由民主党公認で立候補したが落選。1967年の総選挙で、再び自由民主党公認を受けトップで初当選を果たす（当選同期に山下元利・増岡博之・加藤六月・塩川正十郎・河野洋平・中尾栄一・藤波孝生・武藤嘉文・坂本三十次・塩谷一夫・山口敏夫・水野清など）。以降連続当選8回。
自民党では村上勇→水田三喜男→中曽根康弘派に属し、裁判官弾劾裁判所判事、運輸政務次官、党広報委員長などを務めた。第2次中曽根内閣第2次改造内閣で郵政大臣に就任。
1990年の総選挙で落選する。
1995年4月、勲一等瑞宝章を受章。1996年の総選挙では比例九州ブロックで立候補するも名簿下位のため落選し政界から引退する。
2000年4月25日、多発性骨髄腫のため、死去した。80歳没。死没日付をもって従三位に叙された。

## 人物
- 油絵は政経画人展に2度入賞する腕前で、映画に出演したこともある[2]。
- ドバイ日航機ハイジャック事件では、朝田静夫日本航空社長とともに政府代表として犯人側と折衝し、乗客の身代わりを申し入れて乗客全員の救出に尽した[2]。
- 1979年、59歳で宝塚歌劇団元星組トップスターの那智わたると結婚する。
- 読売新聞社会長渡邉恒雄と親しく、渡邉が選挙の応援演説をしたこともあった[要出典]。
- 国政進出の際に同じ選挙区の綾部健太郎の議席を奪うこととなったが、奇しくも綾部が運輸大臣を務めていたころからの懸案である成田空港問題に精力的に取り組むこととなり、新東京国際空港（現・成田国際空港）の開港に貢献した。
  - 1968年2月26日の第1次成田デモ事件を伊能繁次郎・浜田幸一らと共に目撃している[4]。
  - 運輸政務次官時代、新東京国際空港建設にあたり、航空燃料輸送用の暫定パイプラインの敷設が懸案となっていた。佐藤は地元の細かい要望も聞き届けてこれを解決させている。成田山新勝寺の節分会で日本社会党の地元選出議員であった小川国彦に遭遇した際に「小川さん、寺台のじっちゃん元気かな」と話しかけ、後でその人物から事情を聴いた小川は感嘆している。その後も佐藤は、自民党の臨時成田空港建設促進特別委員長として関係自治体を再三訪ね、貨物列車による航空燃料暫定輸送についての同意をまとめ上げている[5]。
  - 反対派を恐れて燃料輸送への賛成に回ることができない地元を説得していた新東京国際空港公団で交際費の資金が不足したときには、自民党成田空港推進特別委員会委員長として領収書にサインして空港公団に回していた[6]。
  - 1970年代初期までの三里塚芝山連合空港反対同盟については、「精神的支柱としての戸村一作氏、スポークスマンとしての北原鉱治氏、分析家、戦術家としての瀬利誠氏、行動隊長としての内田寛一氏らの作り上げた戦後農民運動の芸術品」と称している[7]。
  - 激しい反対運動を受けて規模を大幅に減じられることとなる富里での空港建設計画（当初案）について、「卓見だった」と評価している[8]。
- 久留米予備士官学校で教官を務めていた時に広島で被爆をした入校生をみて以来、原水爆反対の信念をもっており、永らく核兵器禁止平和建設国民会議の理事を務める[2]。

## 著書
- 『はるかなる三里塚―インサイド・レポート成田空港』 (講談社、1978年)
- 『ハイジャック―日航機ベンガジに燃ゆ 』(講談社、1974年)
- 『日本の航空戦略―21世紀のエアポート』（サイマル出版会、1985年）
- 『日本の郵政戦略―郵便から宇宙衛星まで』（ビジネス社、1987年）
- 『日本の海洋戦略―海から日本列島を活かすHH600構想』(サイマル出版会 、1988年)
- 『バグダッド和平工作 化学兵器・核禁止を原点に湾岸戦争回避をはかる』(サイマル出版会 、1991年)